# Porca miseria
Pour plus de détails, voir Fiche technique et Distribution.
Porca miseria est une comédie italienne réalisé par Giorgio Bianchi, sorti en 1951, avec Isa Barzizza, Carlo Croccolo, Francesco Golisano, Giacomo Rondinella et Nyta Dover dans les rôles principaux. Il s'agit d'un remake de Quei due, un film italien réalisé par Gennaro Righelli en 1935.

## Synopsis
Carletto (Carlo Croccolo) et Giacomino (Francesco Golisano) gèrent un petit théâtre dans lequel joue Jenny (Isa Barzizza). Bien que le projet ne soit pas viable, les deux hommes, par amour pour Jenny, tentent d'en faire une réussite économique, sans succès.

## Fiche technique
- Titre original : Porca miseria
- Réalisation : Giorgio Bianchi
- Scénario : Eduardo De Filippo et Ruggero Maccari
- Décors : Piero Filippone
- Photographie : Giovanni Ventimiglia
- Montage : Adriana Novelli
- Musique : Pippo Barzizza
- Société(s) de production : Continentalcine
- Société(s) de distribution : Union Film
- Budget :
- Pays d'origine : Italie
- Langue originale : italien
- Format : Noir et blanc
- Genre : Comédie
- Durée : 95 minutes
- Dates de sortie :
  - Italie : 1951

## Distribution
- Carlo Croccolo : Carletto
- Francesco Golisano : Giacomino
- Isa Barzizza : Jenny
- Giacomo Rondinella : Mario
- Nyta Dover : Emma
- Riccardo Billi : un trafiquant
- Mario Riva : le comte Cerri
- Carlo Campanini : Agenore
- Virgilio Riento : le majordome de Cerri
- Tina Pica : Rosa
- Dina Perbellini : dame Moretti
- Mario Siletti : l'impresario
- Gustavo Cacini (it) : le gardien de prison
- Giacomo Carella : le commissaire
- Gigi Schneider : le fiancé de Lella
- Lina Marengo (it)
- Giulio Battiferri
- Carla Ponzi
- Totò Mignone (it)

## Autour du film
- Il s'agit d'un remake de Quei due, un film italien réalisé par Gennaro Righelli en 1935.